# OST4
OST4 (англ. Oligosaccharyltransferase complex subunit 4, non-catalytic) – білок, який кодується однойменним геном, розташованим у людей на 2-й хромосомі. Довжина поліпептидного ланцюга білка становить 37 амінокислот, а молекулярна маса — 4 193.
| MITDVQLAIF |  | ANMLGVSLFL |  | LVVLYHYVAV |  | NNPKKQE |

A: Аланін

D: Аспарагінова кислота

E: Глутамінова кислота

F: Фенілаланін

G: Гліцин

H: Гістидин

I: Ізолейцин

K: Лізин

L: Лейцин

M: Метіонін

N: Аспарагін

P: Пролін

Q: Глутамін

S: Серин

T: Треонін

V: Валін

Локалізований у мембрані, ендоплазматичному ретикулумі.